# Hieracium gymnoscense
Hieracium gymnoscense es una especie de planta con flor del género Hieracium, de la familia Asteraceae, orden Asterales.

## Distribución
Hieracium gymnoscense se distribuye por España.

## Taxonomía
Fue descrita científicamente por Mateo, Egido & Gomiz.
Tratamiento taxonómico
La especie aparece registrada y publicada en Fl. Montiberica.